# Серафим (Мендзелопулос)
Митрополи́т Серафи́м (греч. Μητροπολίτης Σεραφείμ, в миру Хри́стос Мендзело́пулос, греч. Xρήστος Μεντζελόπουλος; род. 29 декабря 1956, Афины) — епископ Элладской православной церкви; митрополит Пирейский (с 2003).
Известен своей политической активностью, регулярными публичными заявлениями против экуменизма и других явлений, которые, по его убеждению, противоречат христианской морали.

## Биография
Родился 29 декабря 1956 года в Афинах, в Греции.
В 1978 году окончил Афинский университет. С 1978 по 1980 годы проходил военную службу. В 1980 году поступил на работу юристом.
В 1980 году поступил в монастырь Пендели, где был пострижен в монашество с именем Серафим и хиротонисан во иеродиакона. В 1981 году архиепископом Афинским Серафимом хиротонисан во иеромонаха . В 1984 году окончил богословский факультет Афинского университета. С 1981 по 2001 года настоятель приходов в Афинах и Секретарь Церковного суда. В 1981 году возведен в сан архимандрита.
С 2000 по 2001 год — редактор издательства св. Антония.

## Епископское служение
21 января 2001 года состоялась его хиротония во епископа Христианопольского, викария Австралийской архиепископии Константинопольского патриархата. До 2002 года являлся помощником архиепископа Австралийского Стилиана (Харкианакиса).
В 2003 году вернулся в Грецию, где трудился в столичном регионе, будучи титулярным епископом Христианопольским. С 2005 года исполнял обязанности секретаря Священного синода Элладской православной церкви.
19 марта 2006 года во время своей интронизации на Пирейскую кафедру отказался принять преподносимые по традиции подарки, отметив, что не ищет славы и земных удовольствий, но что его девизом было никогда не желать ни золота, ни серебра, и что он предпочитает лучше давать, чем брать. В своей интронизационной речи митрополит Серафим подчеркнул, что сделает всё возможное, чтобы «стать отцом всех, переживать боль и печаль верующих, для которых мои двери будут всегда открыты».
В мае 2006 года он призвал бойкотировать фильм «Код да Винчи» и одноимённую книгу Дэна Брауна, по которой была снята картина, заявив: «Это антиисторический, абсолютно лживый и нелепый роман, из которого теперь ещё и голливудский фильм делают».
Выступил против визита папы Римского Бенедикта XVI на Кипр.
В марте 2010 года направил письмо королеве Великобритании Елизавете II и послу Великобритании в Афинах по поводу высказывания певца Элтона Джона о том, что якобы Иисус Христос был гомосексуалистом, заявляя, что певец этим высказыванием оскорбил религиозные чувства христиан.
Осудил решение Архиерейского синода Сербской православной церкви об отстранении от обязанностей епископа Рашско-Призренского Артемия (Радосавлевича), а также выступил с обращением в связи с готовящимся Всеправославным собором.
5 января 2011 года в поддержку заявлений митрополита Серафима выступила праворадикальная молдавская организация «Общество святой Матроны Московской».
30 марта 2012 года профессура Аристотелевского университета в Салониках обратилась с письмом к члена Священного синода Элладской православной церкви с требованием дать оценку высказываниям митрополита Серафима.
8 июля 2013 года в связи с поездкой патриарха Константинопольского Варфоломея в Милан для участия в экуменическом праздновании 1700-летия Миланского эдикта, выступил с негативным отзывом о деятельности патриарха как подрывающей единство православного мира.
В ноябре 2013 года в послании греческому Парламенту раскритиковал планы правительства о послаблении законодательства в отношении легализации однополого партнёрства и предупредил, что любой парламентарий, решивший поддержать эту меру, будет незамедлительно отлучён от церкви.
Митрополит Серафим — противник «злонамеренной деятельности отлучённых, отделённых и нерукоположённых мирских лиц в расколе, которых антиканонично и без предписываемой священными канонами канонической процедуры ошибочно восстановил Святой и Священный Синод досточтимого Вселенского Патриархата»

## Антисемитское выступление
В ответ на прозвучавшие 22 декабря 2010 года в эфире телеканала Mega TV «антисемитские высказывания» иерарха о роли евреев в финансовых проблемах Греции, члены Правительства 23 декабря осудили точку зрения митрополита:
«… преступная смычка евреев и масонов, типичным представителем которой выступает барон Ротшильд и другие „всемирные сионисты“, имеет целью порабощение Греции и Православной Церкви в целом. <…> Сионистский заговор также нацелен на разрушение традиционной семьи и замену этого института однополыми браками и родителями-одиночками. <…> Адольф Гитлер был инструментом в руках мирового сионизма, и дом Ротшильдов финансировал его с единственной целью: убедить евреев покинуть Европу и создать в Палестине свою новую империю».
Как отметил пресс-секретарь греческого правительства, кабинет выступает против проявлений расизма и ксенофобии, от кого бы они ни исходили. Помощник премьер-министра Греции Папандреу опубликовал заявление, в котором сообщил, что долг правительства осудить высказывания митрополита: «Это — оскорбление Греции, оскорбление нашей культуры, это оскорбление еврейской общины, которая является неотъемлемой частью общества».
Со своей стороны, Европейский еврейский конгресс (ЕЕК) также решительно осудил митрополита, потребовав применения строгих мер в его отношении: «Совершенно недопустимо, чтобы священник высокого ранга одной из основных религий в Европе делал такие отвратительные, полные ненависти заявления», — считает глава ЕЕК Моше Кантор. Публичные высказывания владыки, по его словам, «свидетельствует о том, что есть люди, которые не стыдятся высказывать такие взгляды перед широкой аудиторией». «Европейские страны и Европейский союз должны немедленно принять жесткую систему законодательных актов, запрещающих любые формы антисемитизма на любом уровне и устанавливающих соответствующие санкции», — считает глава ЕЕК, призвав правительство Греции «принять законы против таких речей, разжигающих национальную ненависть», а священноначалие Элладской Православной Церкви — «немедленно отстранить этого человека от занимаемой должности».
В своей статье греческому порталу Amen.gr подверг резкой критике раввина Салоник Морхедая Фризиса, обвинив приверженцев иудаизма в сатанизме. Сам митрополит не склонен считать свои высказывания антисемитскими.